# Ortalis motmot
La ciacialaca minore (Ortalis motmot (Linnaeus, 1766)) è un uccello galliforme della famiglia dei Cracidi, diffuso nella parte settentrionale del Sud America (nord del Brasile, Guyana francese, Suriname, Guyana, Venezuela e Colombia). Misura circa 38 cm di lunghezza e il suo peso varia tra i 380 e i 620 g. Alcune autorità tassonomiche (tra cui l'American Ornithologists' Union) considerano la specie Ortalis ruficeps (Wagler, 1830) come una sottospecie del ciacialaca minore, anche se molti la ritengono una specie a sé stante.